# آرامگاه سید سازیک
مقبره سید سازیک مربوط به سدهٔ ۸ و ۹ ه.ق است و در شهرستان نور، بخش چمستان، روستای اسپی کلا واقع شده و این اثر در تاریخ ۷ مرداد ۱۳۸۲ با شمارهٔ ثبت ۹۳۶۳ به‌عنوان یکی از آثار ملی ایران به ثبت رسیده است.